# Aaron Hickey
Aaron Hickey, né le 10 juin 2002 à Glasgow en Écosse, est un footballeur écossais qui évolue au poste d'arrière gauche au Brentford FC. 

## Biographie

### Heart of Midlothian
Né à Glasgow en Écosse, Aaron Hickey est formé par Heart of Midlothian, il passe également par l'académie du Celtic Glasgow avant de retourner dans son club initial.
Hickey est lancé dans le monde professionnel à seulement 16 ans, par son entraîneur Craig Levein, qui le fait entrer en jeu le 10 mai 2019 lors d'une rencontre de championnat face à l'Aberdeen FC, contre qui son équipe s'incline (2-1). Le 25 mai suivant, il est titularisé lors de la finale de la Coupe d'Écosse contre le Celtic Glasgow. Son équipe s'incline sur le score de deux buts à un ce jour-là. Avec cette apparition, il devient le plus jeune joueur à participer à une finale dans cette compétition depuis John Fleck en 2008.
Aaron Hickey s'impose comme un titulaire lors de la saison 2019-2020, il inscrit également son premier but en professionnel, le 22 septembre 2019, lors du Derby d'Édimbourg contre l'Hibernian FC. C'est un but important, marqué à la 84e minute de jeu, qui permet aux siens de remporter la partie par deux buts à un.
Ses prestations attirent plusieurs clubs européens, notamment le Bayern Munich à l'été 2020.

### Bologne FC
En septembre 2020, Aaron Hickey rejoint le Bologne FC. Il devient ainsi le premier joueur britannique de d'histoire du club. Hickey justifie son choix de signer en faveur de Bologne plutôt que pour le Bayern Munich par le fait qu'il préférait rejoindre un club familial où il pourrait avoir du temps de jeu. À la suite de la suspension de Mitchell Dijks, Hickey est propulsé titulaire  par son entraîneur Siniša Mihajlović le 28 septembre 2020, pour son premier match sous ses nouvelles couleurs, face au Parme Calcio en Serie A. Il est remplacé en fin de match par Stefano Denswil lors de cette rencontre remportée par son équipe (4-1).
Le 21 septembre 2021, Hickey inscrit son premier but pour Bologne. Ce jour-là son équipe affronte le Genoa CFC, en Serie A et il est titulaire. Les deux équipes se quittent toutefois sur un match nul (2-2),. Il marque son deuxième but le 3 octobre 2021 face à la Lazio Rome en championnat, participant ainsi à la victoire de son équipe par trois buts à zéro.

### Brentford FC
Le 9 juillet 2022, après deux saisons en Italie, Aaron Hickey quitte le Bologne FC pour s'engager en faveur du Brentford FC. Le jeune défenseur de 20 ans signe un contrat courant jusqu'en juin 2026,.
Hickey joue son premier match pour Brentford le 7 août 2022, contre Leicester City, à l'occasion de la première journée de la saison 2022-2023 de Premier League (2-2 score final). En octobre 2022, Hickey se blesse à la malléole, ce qui l'écarte des terrains pendant plusieurs mois. Il fait son retour à la compétition le 4 février 2023, en étant titularisé lors d'une victoire de Brentford en Premier League face au Southampton FC (3-0 score final).
En novembre 2023, Hickey est touché aux ischio-jambiers, cette blessure lui vaut une longue indisponibilité. Son entraîneur Thomas Frank espère un retour en 2024 mais le joueur ne rejoue pas de la saison 2023-2024.

### En sélection
Aaron Hickey compte trois sélections avec l'équipe d'Écosse des moins de 17 ans, toutes obtenues en 2019. La première face à la France le 5 février (0-0).
En novembre 2020, il est pour la première fois appelé avec l'équipe d'Écosse espoirs. Il ne joue toutefois aucun match lors de ce rassemblement.
Il fait ses débuts internationaux le 24 mars 2022 lors d'un match amical contre la Pologne en entrant en jeu à la 67ème minute.
Il connaît sa deuxième sélection lors de l'amical suivant contre l'Autriche.
Devenu un habitué de l'équipe dirigée par Steve Clarke, une blessure aux ischio-jambiers contractée avec son club de Brentford en novembre 2023 l'empêche de participer au rassemblement ce mois-ci. Absent pour de longs mois, il est également déclaré forfait pour l'Euro 2024 qu'il devait disputer avec la sélection écossaise.

## Statistiques
| Saison                | Club                  | Championnat           | Championnat | Championnat | Championnat | Coupe nationale | Coupe nationale | Coupe nationale | Coupe de la Ligue | Coupe de la Ligue | Coupe de la Ligue | Total | Total | Total |
| Saison                | Club                  | Division              | M.          | B.          | P.d.        | M.              | B.              | P.d.            | M.                | B.                | P.d.              | M.    | B.    | P.d.  |
| 2018-2019             | Heart of Midlothian   | Premiership           | 2           | 0           | 0           | 1               | 0               | 0               | -                 | -                 | -                 | 3     | 0     | 0     |
| 2019-2020             | Heart of Midlothian   | Premiership           | 22          | 1           | 1           | 2               | 0               | 0               | 6                 | 0                 | 0                 | 30    | 1     | 1     |
| Sous-total            | Sous-total            | Sous-total            | 24          | 1           | 1           | 3               | 0               | 0               | 6                 | 0                 | 0                 | 33    | 1     | 1     |
| 2020-2021             | Bologne FC            | Serie A               | 11          | 0           | 0           | 1               | 0               | 0               | -                 | -                 | -                 | 12    | 0     | 0     |
| 2021-2022             | Bologne FC            | Serie A               | 36          | 5           | 1           | -               | -               | -               | -                 | -                 | -                 | 36    | 5     | 1     |
| Sous-total            | Sous-total            | Sous-total            | 47          | 5           | 1           | 1               | 0               | 0               | -                 | -                 | -                 | 48    | 5     | 1     |
| 2022-2023             | Brentford FC          | Premier League        | 26          | 0           | 0           | -               | -               | -               | -                 | -                 | -                 | 26    | 0     | 0     |
| 2023-2024             | Brentford FC          | Premier League        | 9           | 0           | 0           | -               | -               | -               | 2                 | 0                 | 0                 | 11    | 0     | 0     |
| 2024-2025             | Brentford FC          | Premier League        | -           | -           | -           | -               | -               | -               | -                 | -                 | -                 | 0     | 0     | 0     |
| Sous-total            | Sous-total            | Sous-total            | 35          | 0           | 0           | -               | -               | -               | 2                 | 0                 | 0                 | 37    | 0     | 0     |
| Total sur la carrière | Total sur la carrière | Total sur la carrière | 106         | 6           | 2           | 4               | 0               | 0               | 8                 | 0                 | 0                 | 118   | 6     | 2     |